# Jovan Adepo
Jovan Adepo (Upper Heyford, 6 settembre 1988) è un attore statunitense.

## Biografia
Adepo è nato nel 1988 a Upper Heyford, nell'Oxfordshire. Sua madre, di Londra, è di origine nigeriana. Suo padre, di Chattanooga, nel Tennessee, è afroamericano. Suo nonno era Fatai Adepo, consigliere speciale dell'ex presidente nigeriano Olusegun Obasanjo. È cresciuto a Waldorf, nel Maryland. Ha studiato scienze politiche e filosofia alla Bowie State University nel Maryland. Nel 2011 si trasferisce a Los Angeles per diventare scrittore. Per sbarcare il lunario, prese lezioni di recitazione per partecipare a spot pubblicitari, accrescendo il suo interesse a diventare un attore.
Nel 2015 si fa notare nella seconda stagione della serie televisiva The Leftovers - Svaniti nel nulla. Il suo primo ruolo importante arriva nel 2016 in Barriere di Denzel Washington, adattamento dell'opera teatrale Fences di August Wilson, vincitrice del premio Pulitzer per la drammaturgia. Per la sua interpretazione Adepo riceve diverse candidature a premi cinematografici. Nel 2017 ottiene una parte in Madre! di Darren Aronofsky, mentre l'anno successivo è protagonista del film horror Overlord. In ambito televisivo ha recitato nelle serie televisive Sorry for Your Loss e Jack Ryan.

## Filmografia

### Cinema
- Barriere (Fences), regia di Denzel Washington (2016)
- Madre! (Mother!), regia di Darren Aronofsky (2017)
- Overlord, regia di Julius Avery (2018)
- The Planters, regia di Alexandra Kotcheff e Hannah Leder (2019)
- The Violent Heart, regia di Kerem Sanga (2020)
- Babylon, regia di Damien Chazelle (2022)
- His Three Daughters, regia di Azazel Jacobs (2023)
- To Catch a Killer - L'uomo che odiava tutti (To Catch a Killer), regia di Damián Szifrón (2023)

### Televisione
- Blood Relatives - serie TV, episodio 3x02 (2014)
- The Leftovers - Svaniti nel nulla (The Leftovers) – serie TV, 11 episodi (2015-2017)
- NCIS: Los Angeles – serie TV, episodio 7x17 (2016)
- Sorry for Your Loss – serie TV, 18 episodi (2018-2019)
- Jack Ryan – serie TV, 8 episodi (2019)
- When They See Us – miniserie TV, 2 puntate (2019)
- Watchmen – miniserie TV, episodi 06 e 07 (2019)
- The Stand - serie TV, 7 episodi (2021)
- Il problema dei 3 corpi (3 Body Problem) - serie TV (2024-in corso)

## Riconoscimenti
- Premio Emmy
  - 2020 - Candidatura al miglior attore non protagonista in una miniserie o film per Watchmen
- Screen Actors Guild Award
  - 2017 - Candidatura al miglior cast cinematografico per Barriere
  - 2023 - Candidatura al miglior cast cinematografico per Babylon

## Doppiatori italiani
Nelle versioni in italiano delle opere in cui ha recitato, Jovan Adepo è stato doppiato da:
- Manuel Meli in Barriere, Overlord, Watchmen
- Raffaele Carpentieri in The Stand
- Andrea Moretti in To Catch a Killer - L'uomo che odiava tutti
- Paolo Vivio in Babylon
- Giacomo Bartoccioli in His Three Daughters
- Jacopo Venturiero ne Il problema dei 3 corpi